# Colonia Vista Hermosa de las Flores
Colonia Vista Hermosa de las Flores är en ort i Mexiko.   Den ligger i kommunen Acapulco de Juárez och delstaten Guerrero, i den södra delen av landet, 300 km söder om huvudstaden Mexico City. Colonia Vista Hermosa de las Flores ligger 13 meter över havet och antalet invånare är 329.
Terrängen runt Colonia Vista Hermosa de las Flores är platt åt sydost, men åt nordväst är den kuperad. Havet är nära Colonia Vista Hermosa de las Flores åt sydost. Runt Colonia Vista Hermosa de las Flores är det tätbefolkat, med 397 invånare per kvadratkilometer. Närmaste större samhälle är Acapulco, 14,0 km väster om Colonia Vista Hermosa de las Flores. Omgivningarna runt Colonia Vista Hermosa de las Flores är en mosaik av jordbruksmark och naturlig växtlighet.